# Йодковские
Иодковские (пол. Jodkowski, Jodkowscy) — дворянский род, известный в ВКЛ с конца XV века. Ещё в 1480—1490-х годах основатель рода Ейдку был принят на службу великим князем литовским в Расейнской волости Жемайтии под именем человек Буйвид (Bujwid — буйный). 
Согласно реестру 1528 года войска ВКЛ некий «Пан Юри Едко маета ставити двадцать девять коней», что говорит о его достатке. Некогда собственное литовское имя «Едка» («Jedka») или «Иодко» («Jodko») постепенно превращается в фамилию. Те, что осели в Лидском уезде, сохранили его в исходной форме — «Иодко» («Jodko»).
В Гродненском уезде потомки Едко известны с первой половины 16 в. Но фамилия на белорусский манер звучала уже как «Едкович». В 1539—1540 г. в земском суде Гродно велось дело хозяйского боярина «Степан Едковича» по жалобе некоего Шимона Рымовича. 2 июля 1558 г. письмо Балтрамея Юрьевича его зятю Станиславу Николаевичу Эйсымонту в качестве свидетеля подписал «Миклаш Едкович». Это наиболее ранние, известные нам, представители Едковичей из Гродненского уезда. Их родовым гнездом были Ёдкавичы или Иодко в Красницкий волости.
Род Иодковских внесён в I часть родословной книги Подольской губернии.

## Происхождение фамилии
С полонизацией рода фамилия Едкович становится Иодковский (Jodkowski).
Первоначальная форма фамилии «Ёдка» могла означать «ель, ёлка» (ср. пол. jodla). Видимо, человек, носивший сие имя, либо был худым и высоким, либо был родом из мест, поросшими ельником. Возможно, «Ёдла», как вариант фамилии Ёдка, близок к старой немецкой фамилии Йодль (Jodl) с тем же значением.
Фамилии Иодко, Иодковский, Едкович (возможно и Йодль) являются исторически связанными и дальними родственниками. Род Буйвид тоже имеет далёкое родство с этим «семейством» фамилий.

## Известные представители
- Иодковский, Юзеф (1890—1950) — белорусский и польский археолог, нумизмат, архитектор.

## Родовые гербы
Род Иодковских использовал польские гербы Лис и Наленч (пол. Nałęcz, Choczennica, Łęczuch, Nalancz, Nalencz, Nałęczyta, Nałonie, Pomłość, Toczennica, Toczenicay).